# Ola John
Ola John (* 19. května 1992, Zwedru, Libérie) je nizozemský fotbalový útočník nebo záložník liberijského původu, který v současnosti působí v klubu Benfica Lisabon. Hraje většinou na kraji zálohy.

## Život
Ve dvou letech odcestoval s matkou Esther a bratry z Libérie do Nizozemska. Jeho otec byl zabit roku 1991 v občanské válce. Stejně jako jeho bratři Collins a Paddy nastoupil do mládežnické fotbalové akademie FC Twente. Má také sestru Fate.

## Klubová kariéra
24. května 2012 přestoupil z FC Twente do Benfiky Lisabon za 9 milionů € (případně až 12 milionů € díky doložkám). V Evropské lize 2012/13 se s klubem probojoval až do finále proti anglickému celku Chelsea FC, které Benfica 15. května 2013 prohrála 1:2 gólem z nastaveného času. Ola se dostal na hřiště v 66. minutě.
S Benficou nepostoupil ze základní skupiny C do vyřazovacích bojů Ligy mistrů 2013/14, portugalský tým v ní obsadil třetí místo.
V lednu 2014 odešel na půlroční hostování do německého týmu Hamburger SV.

## Reprezentační kariéra
Zúčastnil se Mistrovství světa hráčů do 17 let 2009 v Nigérii, kde mladí Nizozemci nepostoupili ze základní skupiny C.

V červnu 2013 byl nominován na Mistrovství Evropy hráčů do 21 let konané v Izraeli. 9. června se podílel jedním gólem na vysoké výhře Nizozemska 5:1 v základní skupině B nad Ruskem. Nizozemský tým si tímto výsledkem (a díky příznivé situaci v dalším utkání) zajistil účast v semifinále, kde vypadl po porážce 0:1 s Itálií.
V únoru 2012 jej trenér nizozemské seniorské reprezentace Bert van Marwijk poprvé nominoval k přátelskému utkání ve Wembley s Anglií (výhra Nizozemska 3:2, v zápase ale nenastoupil). Debutoval až 6. února 2013 pod trenérem Louisem van Gaalem v přátelském zápase s Itálií (remíza 1:1).